# Wang Shiwei
Wang Shiwei (en chinois  王實味, 12 mars 1906 - 1er juillet 1947) est un journaliste et écrivain chinois. Séduit par les idées communistes, il avait rejoint Yan'an, alors base de Mao Zedong et du Parti communiste chinois. 
Déçu par ce qu'il y avait vu et qu'il considérait comme loin des idéaux de justice et d'égalité proclamés par le parti, il écrivit et envoya à des journalistes des articles très critiques. Refusant de se rétracter, il fut condamné à la prison à vie en juin 1942 pour « calomnies, idées trotskystes et subversion ». Il sera exécuté en 1947 sur ordre de Mao.
Son procès et ceux qui suivirent peu après marquent la « première campagne de dénigrement et d'humiliation » des intellectuels en Chine communiste. Ding Ling est peut-être le plus célèbre écrivain qui s'associe avec Wang Shiwei en critiquant le parti communiste en 1942 même si elle s'est plus tard rétractée sous la pression et se retourna contre Wang Shiwei.

## Source
- Rémy Desquenes commentant Les Photographes de Magnum sur le front de la Seconde Guerre mondiale, éd. Ouest France, octobre 2009